# Distretto di Tonosí
Il distretto di Tonosí è un distretto di Panama nella provincia di Los Santos con 9.787 abitanti al censimento 2010.

## Geografia antropica

### Suddivisioni amministrative
Il distretto è suddiviso in undici comuni (corregimientos):
- Tonosí
- Altos de Güera
- Cambutal
- Cañas
- El Bebedero
- El Cacao
- El Cortezo
- Flores
- Guánico
- Isla de Cañas
- La Tronosa